# Villivuori
Villivuori är en kulle i Finland.   Den ligger i den ekonomiska regionen  Åbo ekonomiska region  och landskapet Egentliga Finland, i den sydvästra delen av landet, 170 km väster om huvudstaden Helsingfors. Toppen på Villivuori är 63 meter över havet. Villivuori ligger på ön Rimito.
Terrängen runt Villivuori är mycket platt. Havet är nära Villivuori åt sydväst. Runt Villivuori är det glesbefolkat, med 14 invånare per kvadratkilometer. Närmaste större samhälle är Nådendal, 9,0 km öster om Villivuori. I omgivningarna runt Villivuori växer i huvudsak barrskog.